# Senátní obvod č. 5 – Chomutov
Senátní obvod č. 5 – Chomutov je podle zákona č. 247/1995 Sb. tvořen celým okresem Chomutov.
Současným senátorem je od roku 2018 Přemysl Rabas, nestraník zvolený za hnutí SEN 21. Je členem Senátorského klubu SEN 21 a Piráti. Dále působí jako člen Výboru pro vzdělávání, vědu, kulturu, lidská práva a petice.

## Senátoři
| Volby | Volby | Senátor | Senátor        | Volební strana | Navrhující strana | Politická příslušnost | Odkaz  |
| ----- | ----- | ------- | -------------- | -------------- | ----------------- | --------------------- | ------ |
|       | 1996  |         | Ladislav Drlý  | KSČM           | KSČM              | KSČM                  | profil |
|       | 2000  |         | Alexandr Novák | ODS            | ODS               | ODS                   | profil |
|       | 2006  |         | Petr Skála     | NK             | NK                | BEZPP                 | profil |
|       | 2007  |         | Václav Homolka | KSČM           | KSČM              | KSČM                  | profil |
| 2012  |       |         | Václav Homolka | KSČM           | KSČM              | KSČM                  | profil |
|       | 2018  |         | Přemysl Rabas  | SEN 21         | SEN 21            | BEZPP                 | profil |
| 2024  |       |         | Přemysl Rabas  | SEN 21         | SEN 21            | BEZPP                 |        |

## Volby

### Rok 1996
První senátní volby se uskutečnily v roce 1996. V prvním kole se v chomutovském obvodu nejvíce dařilo kandidátovi vládní ODS advokátu Jiřímu Polanskému, který získal 30,8 % hlasů. Společně s ním postoupil do druhého kola Ladislav Drlý z KSČM, který obdržel přesně 22 % hlasů. Naopak neuspěl kandidát opoziční ČSSD, který skončil až čtvrtý. Ve druhém kole se díky hlasům levicových voličů podařilo Drlému otočit a obdržel 56 % hlasů, čímž se stal prvním chomutovským senátorem.
| Kandidát | Kandidát               | Volební strana | Navrhující strana | Politická příslušnost | Počet hlasů (1. kolo) | %     | Počet hlasů (2. kolo) | %     |
| -------- | ---------------------- | -------------- | ----------------- | --------------------- | --------------------- | ----- | --------------------- | ----- |
|          | Ing. Ladislav Drlý     | KSČM           | KSČM              | KSČM                  | 4 182                 | 22,00 | 11 132                | 56,03 |
|          | JUDr. Jiří Polanský    | ODS            | ODS               | ODS                   | 5 849                 | 30,77 | 8 736                 | 43,97 |
|          | MUDr. Jaroslav Krákora | SZ             | SZ                | BEZPP                 | 3 481                 | 18,31 | —                     | —     |
|          | Josef Vejvoda          | ČSSD           | ČSSD              | ČSSD                  | 3 055                 | 16,07 | —                     | —     |
|          | Ing. Vladimír Novotný  | ODA            | ODA               | BEZPP                 | 1 602                 | 8,43  | —                     | —     |
|          | Marta Karlíčková       | PA             | PA                | PA                    | 334                   | 1,76  | —                     | —     |
|          | Jiří Cmár              | SPŽRČR         | SPŽRČR            | SPŽRČR                | 304                   | 1,60  | —                     | —     |
|          | Ing. Alexej Pludek     | KSČ            | KSČ               | BEZPP                 | 202                   | 1,06  | —                     | —     |

### Rok 2000
Další volby se konaly už v roce 2000 kvůli zkrácenému čtyřletému mandátu. Senátor za KSČM Ladislav Drlý v nich svůj mandát obhajoval. Zvítězil sice v prvním kole, když obdržel 32,3 % hlasů, v tom druhém jej ale porazil kandidát za ODS a tehdejší chomutovský starosta Alexandr Novák, který získal hlasy 53,6 % voličů. Ve volbách opět propadl kandidát tentokrát již vládní ČSSD, který skončil opět až na čtvrtém místě, neuspěla ani kandidátka Čtyřkoalice.
| Kandidát | Kandidát            | Volební strana | Navrhující strana | Politická příslušnost | Počet hlasů (1. kolo) | %     | Počet hlasů (2. kolo) | %     |
| -------- | ------------------- | -------------- | ----------------- | --------------------- | --------------------- | ----- | --------------------- | ----- |
|          | Alexandr Novák      | ODS            | ODS               | ODS                   | 5 343                 | 23,88 | 9 943                 | 53,58 |
|          | Ing. Ladislav Drlý  | KSČM           | KSČM              | KSČM                  | 7 235                 | 32,34 | 8 613                 | 46,41 |
|          | Ing. Jiří Leitner   | NEZ            | NEZ               | BEZPP                 | 3 664                 | 16,37 | —                     | —     |
|          | Ing. Bohumil Bocian | ČSSD           | ČSSD              | ČSSD                  | 3 545                 | 15,84 | —                     | —     |
|          | Zdislava Binterová  | 4KOALICE       | US                | US                    | 2 583                 | 11,54 | —                     | —     |

### Rok 2006
Ve volbách v roce 2006 již Alexandr Novák svůj mandát neobhajoval a ODS místo něj postavila do voleb starostku Chomutova Ivanu Řápkovou. První kolo bylo velmi vyrovnané, nakonec z něj postoupil z prvního místa nezávislý kandidát lékař Petr Skála a právě Řápková z ODS. Kandidáti levicových stran v těchto volbách opět neuspěli a ČSSD tak jen potvrdila svou slabou pozici v tomto senátním obvodě. Skála dokázal suverénně zvítězit i ve druhém kole, když obdržel 73,4 % hlasů a stal se tedy novým senátorem.
| Kandidát | Kandidát                 | Volební strana | Navrhující strana | Politická příslušnost | Počet hlasů (1. kolo) | %     | Počet hlasů (2. kolo) | %     |
| -------- | ------------------------ | -------------- | ----------------- | --------------------- | --------------------- | ----- | --------------------- | ----- |
|          | MUDr. Petr Skála         | NK             | NK                | BEZPP                 | 8 263                 | 27,21 | 14 331                | 73,38 |
|          | Mgr. Ing. Ivana Řápková  | ODS            | ODS               | ODS                   | 8 056                 | 26,53 | 5 198                 | 26,63 |
|          | PaedDr. Václav Homolka   | KSČM           | KSČM              | KSČM                  | 4 205                 | 13,85 | —                     | —     |
|          | Mgr. Marie Benešová      | ČSSD           | ČSSD              | BEZPP                 | 3 864                 | 12,72 | —                     | —     |
|          | Mgr. Ivan Varga          | „21“           | „21“              | BEZPP                 | 1 781                 | 5,86  | —                     | —     |
|          | Milan Beran              | NEZ            | NEZ               | NEZ                   | 1 484                 | 4,88  | —                     | —     |
|          | MUDr. Džamila Stehlíková | SZ             | SZ                | SZ                    | 1 116                 | 3,67  | —                     | —     |
|          | MUDr. Ondřej Mikš        | NEZ/DEM        | NEZ/DEM           | BEZPP                 | 765                   | 2,52  | —                     | —     |
|          | Ing. František Pěchota   | US-DEU         | US-DEU            | BEZPP                 | 478                   | 1,57  | —                     | —     |
|          | Zdeněk Jánský            | HS             | HS                | BEZPP                 | 478                   | 1,57  | —                     | —     |

### Rok 2007 (doplňovací)
Petr Skála pracoval v Senátu PČR pouze tři měsíce a pak se mandátu vzdal kvůli srdečním potížím. Byly proto vypsány nové doplňovací volby. Kandidátem KSČM zůstal Homolka, ODS i ČSSD své kandidáty ale obměnily. Do druhého kola nakonec postoupil z prvního místa Jan Řehák z ODS a Václav Homolka z KSČM. Homolka díky hlasům voličů ČSSD dokázal ve druhém kole zvítězit, když obdržel 55,3 % hlasů.
| Kandidát | Kandidát               | Volební strana | Navrhující strana | Politická příslušnost | Počet hlasů (1. kolo) | %     | Počet hlasů (2. kolo) | %     |
| -------- | ---------------------- | -------------- | ----------------- | --------------------- | --------------------- | ----- | --------------------- | ----- |
|          | PaedDr. Václav Homolka | KSČM           | KSČM              | KSČM                  | 2 529                 | 23,28 | 5 373                 | 55,32 |
|          | Ing. Jan Řehák         | ODS            | ODS               | ODS                   | 2 760                 | 25,41 | 4 338                 | 44,67 |
|          | Mgr. Jan Mareš, MBA    | ČSSD           | ČSSD              | ČSSD                  | 2 510                 | 23,11 | —                     | —     |
|          | Mgr. Josef Märc        | SZ             | SZ                | BEZPP                 | 1 101                 | 10,13 | —                     | —     |
|          | Milan Beran            | NEZ            | NEZ               | NEZ                   | 875                   | 8,05  | —                     | —     |
|          | Bc. Milan Doležal      | NK             | NK                | BEZPP                 | 499                   | 4,59  | —                     | —     |
|          | Antonín Drbohlav       | NK             | NK                | BEZPP                 | 396                   | 3,64  | —                     | —     |
|          | František Lehotský     | SDŽ            | SDŽ               | BEZPP                 | 101                   | 0,93  | —                     | —     |
|          | Zdeněk Jánský          | HS             | HS                | BEZPP                 | 89                    | 0,81  | —                     | —     |

### Rok 2012
Další volby, tentokrát již řádné, se konaly v chomutovském obvodě v roce 2012. Václav Homolka v nich obhajoval svůj mandát a podařilo se mu v prvním kole zvítězit, jelikož získal 24,6 % hlasů. Do druhého kola postoupil i druhý levicový kandidát Rudolf Kozák z ČSSD. Naopak tehdy vládní ODS ve volbách zcela propadla, když její kandidát skončil až na pátém místě. Ve druhém kole zvítězil stávající senátor Homolka, který získal téměř 60 % hlasů. Pro ČSSD bylo ale úspěchem, že její kandidát v tomto obvodě vůbec poprvé postoupil do druhého kola volby.
| Kandidát | Kandidát                    | Volební strana     | Navrhující strana | Politická příslušnost | Počet hlasů (1. kolo) | %     | Počet hlasů (2. kolo) | %     |
| -------- | --------------------------- | ------------------ | ----------------- | --------------------- | --------------------- | ----- | --------------------- | ----- |
|          | PaedDr. Václav Homolka      | KSČM               | KSČM              | KSČM                  | 6 815                 | 24,62 | 6 999                 | 59,62 |
|          | Ing. Rudolf Kozák           | ČSSD               | ČSSD              | ČSSD                  | 4 646                 | 16,78 | 4 740                 | 40,37 |
|          | MVDr. Přemysl Rabas         | KDU-ČSL, SZ, HNHRM | SZ                | SZ                    | 4 503                 | 16,27 | —                     | —     |
|          | PaedDr. Jan Micka           | S.cz               | S.cz              | S.cz                  | 2 524                 | 9,12  | —                     | —     |
|          | MUDr. Jiří Binter           | ODS                | ODS               | ODS                   | 2 108                 | 7,61  | —                     | —     |
|          | Milada Benešová             | ANO                | ANO               | BEZPP                 | 1 923                 | 6,94  | —                     | —     |
|          | MUDr. Josef Mašek           | TOP 09, STAN       | TOP 09            | TOP 09                | 1 711                 | 6,18  | —                     | —     |
|          | PaedDr. Marie Kindermannová | NO!                | NO!               | NO!                   | 1 545                 | 5,58  | —                     | —     |
|          | PaedDr. Václav Netolický    | SBB                | SBB               | BEZPP                 | 833                   | 3,01  | —                     | —     |
|          | Jiří Cinger                 | NÁR.SOC.           | NÁR.SOC.          | BEZPP                 | 530                   | 1,91  | —                     | —     |
|          | Josef Suchý                 | VV                 | VV                | VV                    | 388                   | 1,4   | —                     | —     |
|          | Bedřich Suldovský           | SsČR               | SsČR              | SsČR                  | 146                   | 0,52  | —                     | —     |

### Rok 2018
Senátor za KSČM Václav Homolka se rozhodl svůj mandát obhajovat i podruhé, a to ve volbách v roce 2018. V prvním kole ale nezískal ani 10 % hlasů a skončil až čtvrtý. Do druhého kola postoupili nestraník za hnutí SEN 21 a ředitel ZOO Dvůr Králové Přemysl Rabas a nestranička za hnutí ANO Martina Chodacká. Kromě kandidáta KSČM tedy neuspěli ani kandidáti z dalších tradičních stran jako jsou ODS a ČSSD. Rabas obdržel ve druhém kole 62,5 %, a vystřídal tak Homolku na senátorském postu.
| Kandidát | Kandidát               | Volební strana | Navrhující strana | Politická příslušnost | Počet hlasů (1. kolo) | %     | Počet hlasů (2. kolo) | %     |
| -------- | ---------------------- | -------------- | ----------------- | --------------------- | --------------------- | ----- | --------------------- | ----- |
|          | MVDr. Přemysl Rabas    | SEN 21         | SEN 21            | BEZPP                 | 10 626                | 33,51 | 7 603                 | 62,52 |
|          | MUDr. Martina Chodacká | ANO            | ANO               | BEZPP                 | 6 770                 | 21,35 | 4 556                 | 37,47 |
|          | Mgr. Jaroslav Zahrádka | ODS            | ODS               | ODS                   | 3 515                 | 11,08 | —                     | —     |
|          | PaedDr. Václav Homolka | KSČM           | KSČM              | KSČM                  | 3 065                 | 9,66  | —                     | —     |
|          | Ing. Roman Brand, MBA  | NK             | NK                | BEZPP                 | 2 612                 | 8,23  | —                     | —     |
|          | MUDr. Jaroslav Krákora | ČSSD           | ČSSD              | ČSSD                  | 1 637                 | 5,16  | —                     | —     |
|          | Bc. Elvíra Hahnová     | SPD            | SPD               | SPD                   | 1 614                 | 5,09  | —                     | —     |
|          | MUDr. Ota Staňo        | PRO Zdraví     | PRO Zdraví        | PRO Zdraví            | 1 282                 | 4,04  | —                     | —     |
|          | Petr Jano              | NK             | NK                | BEZPP                 | 581                   | 1,83  | —                     | —     |

### Rok 2024
Ve volbách v roce 2024 se senátor za hnutí SEN 21 a ředitel ZOO Dvůr Králové Přemysl Rabas rozhodl obhajovat svůj mandát. Podporovali ho také Piráti, strana LES a Zelení. Jeho vyzyvateli byli kandidát koalice SPD a Trikolora a živnostník v zemědělství a pivovarnictví Jiří Smetana, kterého rovněž podpořili Svobodní a strana PRO 2022, kandidát koalice SPOLU (tj. KDU-ČSL, ODS a TOP 09) a náměstek hejtmana Ústeckého kraje Jiří Kulhánek nebo starosta města Klášterec nad Ohří Štefan Drozd z hnutí STAN. Do Senátu PČR rovněž kandidoval učitel odborného výcviku Jaroslav Komínek, který kandidoval za koalici ČSNS, SOCDEM a KSČM, a kandidátkou ČSSD byla zastupitelka Ústeckého kraje Elvíra Hahnová, která v tomto obvodu kandidovala již ve volbách v roce 2018. O post senátora usiloval také starosta obce Spořice a kandidát hnutí LS Roman Brand, který v tomto obvodu rovněž kandidoval ve volbách v roce 2018.
V prvním kole vyhrál se ziskem 23,33 % hlasů Jaroslav Komínek. Do druhého kola s ním postoupil také Přemysl Rabas, který obdržel 20,73 % hlasů.
Ve druhém kole vyhrál Přemysl Rabas s 52,95 % hlasů, a obhájil tak svůj mandát.
| Kandidát | Kandidát               | Volební strana       | Navrhující strana | Politická příslušnost | Počet hlasů (1. kolo) | %     | Počet hlasů (2. kolo) | %     |
| -------- | ---------------------- | -------------------- | ----------------- | --------------------- | --------------------- | ----- | --------------------- | ----- |
|          | MVDr. Přemysl Rabas    | SEN 21               | SEN 21            | BEZPP                 | 4 480                 | 20,73 | 6 862                 | 52,95 |
|          | Jaroslav Komínek       | ČSNS, SOCDEM, KSČM   | KSČM              | KSČM                  | 5 043                 | 23,33 | 6 097                 | 47,04 |
|          | PaedDr. Jiří Kulhánek  | KDU-ČSL, ODS, TOP 09 | ODS               | ODS                   | 4 221                 | 19,53 | —                     | —     |
|          | Ing. Roman Brand       | LS                   | LS                | BEZPP                 | 3 039                 | 14,06 | —                     | —     |
|          | Ing. Jiří Smetana, MPA | SPD, Trikolora       | Trikolora         | BEZPP                 | 2 269                 | 10,49 | —                     | —     |
|          | Ing. Štefan Drozd      | STAN                 | STAN              | STAN                  | 2 046                 | 9,46  | —                     | —     |
|          | Bc. Elvíra Hahnová     | ČSSD                 | ČSSD              | ČSSD                  | 513                   | 2,37  | —                     | —     |

## Volební účast
|  | nejvyšší volební účast |  | nejnižší volební účast |

| Rok  | % (1. kolo) | % (2. kolo) |
| ---- | ----------- | ----------- |
| 1996 | 20,89       | 21,70       |
| 2000 | 25,13       | 19,20       |
| 2006 | 33,30       | 19,57       |
| 2007 | 10,92       | 9,73        |
| 2012 | 30,80       | 11,83       |
| 2018 | 33,74       | 12,40       |
| 2024 | 23,35       | 13,57       |